# Weblate
Weblate — безплатний мережевий засіб перекладу з жорсткою інтеграцією контролю версій. Він забезпечує два користувацькі інтерфейси, розповсюдження перекладів між складниками, перевірку якості та автоматичне посилання на вихідні файли.

## Заявлені цілі
Weblate має на меті полегшити мережевий переклад із тісною інтеграцією Git для широкого спектру форматів файлів, допомагаючи перекладачам робити внесок, не знаючи робочого процесу Git.
Переклади уважно слідують за розвитком, оскільки вони розміщуються в тому ж репозиторії, що і вихідний код. Не існує ніякого плану вирішення важких конфліктів, оскільки стверджується, що це має розглядатися насамперед зі сторони Git.

## Назва проєкту
Назва проєкту — це словозлиття слів павутина (web) та переклад (translate).

## Українська мова на Weblate
Станом на вересень 2021 року всю систему Weblate включно з її документацією перекладено українською мовою.

## Примітні використання
Деякі відомі проєкти, які використовують Weblate:
- Godot Engine
- FreePBX
- OsmAnd
- phpMyAdmin
- Unknown Horizons
- OpenPetra [Архівовано 12 жовтня 2021 у Wayback Machine.]
- Turris Omnia
- Debian Handbook
- LibreOffice
- openSUSE
- Open Journal Systems
- H5P[3]
- Kodi[4]